# 抱影
『抱影』（ほうえい）は、作家・北方謙三の小説。2010年10月1日に単行本、2013年9月13日に文庫本が講談社から刊行された。神奈川県横浜市で2軒の酒場を営む画家が、ある日画家の男を父親のように慕っていた男の事故により闇の中に呑み込まれていきそうになりながらも、愛する人妻を最後まで愛そうとする姿を描く。
2019年9月に加藤雅也主演で実写映画化された。

## 登場人物
硲冬樹（はざま ふゆき）
響子

## 書誌情報

### 北方謙三（著）『抱影』

#### 単行本
2010年10月1日発売、講談社、ISBN 978-4-06-216535-8

#### 文庫本
2013年9月13日発売、講談社文庫、ISBN 978-4-06-277636-3

## 実写映画
『影に抱かれて眠れ』（かげにだかれてねむれ）のタイトルで、映画『相棒 -劇場版III- 巨大密室! 特命係 絶海の孤島へ』を手掛けた和泉聖治監督により2019年9月6日に実写映画化された。主演は加藤雅也。PG12指定。

### キャスト
- 硲冬樹 - 加藤雅也
- 永井響子 - 中村ゆり[3]
- 辻村正人 - 松本利夫[3]
- 岩井信治 - カトウシンスケ[3]
- 中井健太郎 - 若旦那[6]
- 小島たき子 - 熊切あさ美[6]
- 吉村秋保 - 余貴美子[6]
- 中本良蔵 - 火野正平[6]
- 三田村涼 - AK-69[6]

### スタッフ
- 原作 - 北方謙三 『抱影』（講談社文庫刊）
- 監督 - 和泉聖治
- 脚本 - 小澤和義
- 撮影 - 中村耕太
- 主題歌 - クレイジーケンバンド 「場末の天使」（Double Joy International / ユニバーサルシグマ）[4]
- プロデューサー - 中野英雄[3]
- 宣伝 - MUSA
- 配給 - BS-TBS
- 配給協力 - トリプルアップ
- 製作 - BUGSY、ドリームエンタテインメント